# La voce - Il talento può uccidere
La voce - Il talento può uccidere è un film del 2015 diretto da Augusto Zucchi.

## Trama
Gianni, un imitatore che sa fare molto bene il suo mestiere, viene ingaggiato dai Servizi Segreti per imitare la voce di un Ministro morto d’infarto. A questa prima telefonata, perfettamente riuscita, se ne aggiungono altre sempre più compromettenti e pericolose, fino ad arrivare a un tragico quanto inevitabile finale.